# If It Happens Again
If It Happens Again is een nummer van de Britse reggaeband UB40. Het is de eerste single van hun vijfde studioalbum Geffery Morgan uit 1984. Op 10 september dat jaar werd het nummer op single uitgebracht.

## Trackinglijst
7" vinylsingle: DEP International / DEP 11
1. "If It Happens Again" – 3:39
2. "Nkomo A Go-Go" – 3:14

12" vinylsingle international: DEP International / DEP 10-12
1. "If It Happens Again" (Dance Mix) – 6:26
2. "Nkomo A Go-Go" (Dance Mix) – 4:56

12" vinylsingle VS versie: A&M / SP-12112 (US)
1. "If It Happens Again" (Extended Version) – 6:25
2. "If It Happens Again" (Single Version) – 3:40
3. "Nkomo A Go-Go" – 4:56

## Achtergrond
In "If It Happens Again" reageert UB40 op de Britse Lagerhuisverkiezingen van 1983, waarbij zittend premier Margaret Thatcher herkozen werd voor een tweede termijn. Het nummer is een protestlied tegen Thatchers herverkiezing, en de bandleden suggereren het land te willen verlaten als dit nog een keer gebeurt. 
De plaat werd een grote hit op de Britse eilanden, in Nieuw-Zeeland, Nederland en België (Vlaanderen), met in thuisland het Verenigd Koninkrijk een 9e positie in de UK Singles Chart. Ook in Ierland werd de 9e positie bereikt en in Nieuw-Zeeland de 28e.   
In Nederland was de plaat op vrijdag 14 september 1984 Veronica Alarmschijf op Hilversum 3 en werd een hit in de destijds drie landelijke hitlijsten op de nationale publieke popzender. De plaat bereikte de 7e positie in de 
Nederlandse Top 40, de 8e positie in de Nationale Hitparade en piekte op de 6e positie in de TROS Top 50. In de Europese hitlijst op Hilversum 3, de TROS Europarade, werd de 16e positie bereikt.
In België bereikte de plaat de 11e positie in de voorloper van de Vlaamse Ultratop 50 en de 13e positie in de Vlaamse Radio 2 Top 30. In Wallonië werd géén notering behaald.  